# Campeonato de España de Ciclismo Contrarreloj 2007
La XIV edición del Campeonato de España de Ciclismo Contrarreloj se disputó el 27 de junio de 2007 en Cuenca, (Castilla-La Mancha), por un circuito que constaba de 46,6 km de recorrido.
El ciclista del equipo Caisse d'Épargne, Iván Gutiérrez consiguió su cuarto título de campeón de España de contrarreloj en categoría profesional. Le acompañaron en el podio su compañero de equipo Luis León Sánchez (segundo) y Manuel Lloret (tercero).

## Clasificación final
| \| Clasificación general \| Clasificación general \| Clasificación general \| Clasificación general \| Clasificación general \| \| Ciclista \| Ciclista \| Equipo \| Tiempo \| \| \| --------------------- \| ----------------------------- \| ---------------------- \| --------------------- \| --------------------- \| \| 1.º \| Iván Gutiérrez \| Caisse d'Épargne \| 58 min 46 s \| \| \| 2.º \| Luis León Sánchez \| Caisse d'Épargne \| + 1 min 37 s \| \| \| 3.º \| Manuel Lloret \| Fuerteventura-Canarias \| + 2 min 15 s \| \| \| 4.º \| Carlos Barredo \| Quick Step-Innergetic \| + 2 min 45 s \| \| \| 5.º \| Óscar Sevilla \| Relax-GAM Fuenlabrada \| + 2 min 51 s \| \| \| 6.º \| Eloy Teruel \| Grupo Nicolás Mateos \| + 3 min 25 s \| \| \| 7.º \| Juanma Gárate \| Quick Step-Innergetic \| + 3 min 33 s \| \| \| 8.º \| Francisco José Pacheco \| Barbot-Halcon \| + 3 min 41 s \| \| \| 9.º \| Pedro Romero \| Extremadura-Spiuk \| + 3 min 43 s \| \| \| 10.º \| José Rafael Martínez Castillo \| Relax-GAM Fuenlabrada \| + 3 min 49 s \| \| |                               |                        |              |
| |                               |                        |              |
| |                               |                        |              |
| Clasificación general |                               |                        |              |
| Ciclista | Ciclista                      | Equipo                 | Tiempo       |
| 1.º | Iván Gutiérrez                | Caisse d'Épargne       | 58 min 46 s  |
| 2.º | Luis León Sánchez             | Caisse d'Épargne       | + 1 min 37 s |
| 3.º | Manuel Lloret                 | Fuerteventura-Canarias | + 2 min 15 s |
| 4.º | Carlos Barredo                | Quick Step-Innergetic  | + 2 min 45 s |
| 5.º | Óscar Sevilla                 | Relax-GAM Fuenlabrada  | + 2 min 51 s |
| 6.º | Eloy Teruel                   | Grupo Nicolás Mateos   | + 3 min 25 s |
| 7.º | Juanma Gárate                 | Quick Step-Innergetic  | + 3 min 33 s |
| 8.º | Francisco José Pacheco        | Barbot-Halcon          | + 3 min 41 s |
| 9.º | Pedro Romero                  | Extremadura-Spiuk      | + 3 min 43 s |
| 10.º | José Rafael Martínez Castillo | Relax-GAM Fuenlabrada  | + 3 min 49 s |